# (7042) Carver
(7042) Carver (1933 FE1) – planetoida z grupy pasa głównego asteroid okrążająca Słońce w ciągu 3,47 lat w średniej odległości 2,29 j.a. Odkryta 24 marca 1933 roku.